# Ockratyrann
Ockratyrann (Lathrotriccus euleri) är en fågel i familjen tyranner inom ordningen tättingar.

## Utseende och läte
Ockratyrannen är en medelstor tyrann. Den har två tydliga beigefärgade vingband inramade i svart och kontrasterande med brun rygg, gråbrunt bröst och beigefärgad buk. Undre näbbhalvan är ljusare än den övre. Arten liknar sotbrun tyrann men saknar tydligt ögonbrynsstreck. Sången består av ett vasst "tjew-pew", med första tonen mer betonad.

## Utbredning och systematik
Ockratyrann delas in i fem underarter med följande utbredning:
- flaviventris-gruppen
  - Lathrotriccus euleri flaviventris – förekom tidigare på Grenada (Små Antillerna); utdöd
  - Lathrotriccus euleri lawrencei – förekommer från östligaste Colombia till norra Venezuela och Surinam, Trinidad
  - Lathrotriccus euleri bolivianus – förekommer från östra Ecuador till norra Bolivia, södra Venezuela och Amazonas Brasilien
- euleri/argentinus-gruppen
  - Lathrotriccus euleri argentinus – förekommer från östra Bolivia till Paraguay och norra Argentina, övervintrar i öst Brasilien
  - Lathrotriccus euleri euleri – förekommer i sydöstra Brasilien och nordöstra Argentina, övervintrar i Peru, Bolivia och Brasilien

## Levnadssätt
Ockratyrannen hittas i undervegetation och kantmiljöer i fuktiga skogar.

## Status och hot
Arten har ett stort utbredningsområde, men tros minska i antal, dock inte tillräckligt kraftigt för att den ska betraktas som hotad. Internationella naturvårdsunionen IUCN listar arten som livskraftig (LC).

## Namn
Fågelns vetenskapliga artnamn hedrar Carl Hieronymus Euler (1834-1901), en schweizisk bosätter i Brasilien 1853, vicekonsul i Rio de Janeiro 1867-1901 och amatörornitolog. Tidigare kallades den eulertyrann även på svenska, men tilldelades 2024 ett mer informativt namn av BirdLife Sveriges taxonomikommitté.